# Kai Schumacher

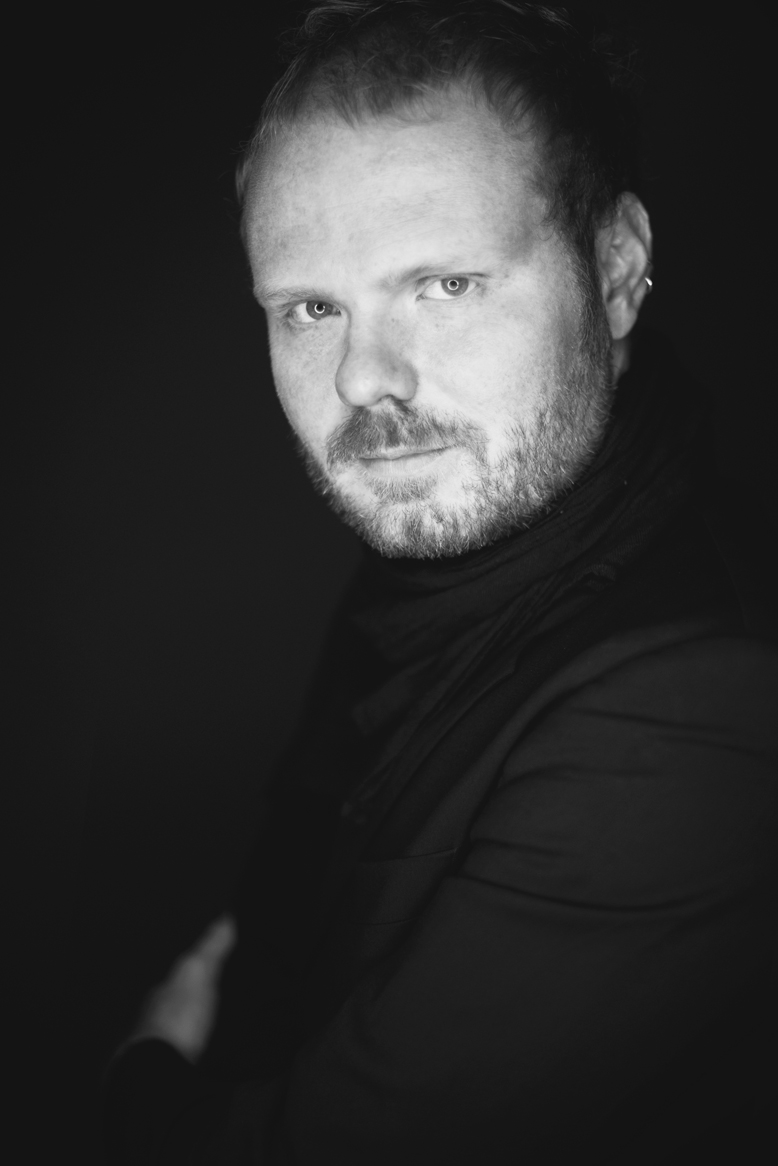
Kai Schumacher

Kai Schumacher (* 18. November 1979 in Baden-Baden) ist ein deutscher Pianist und Komponist. Ein besonderer Schwerpunkt in seinem Repertoire liegt auf amerikanischer Klaviermusik des 20. und 21. Jahrhunderts.

## Leben
Kai Schumacher erhielt seinen ersten Klavierunterricht im Alter von fünf Jahren. Im Jahr 1995 debütierte er im Alter von fünfzehn Jahren als Solist mit der Philharmonie Baden-Baden und führte das 2. Klavierkonzert von Dmitri Dmitrijewitsch Schostakowitsch auf. Nach dem Abitur am Gymnasium Hohenbaden Baden-Baden begann er ein Studium an der Folkwang Universität der Künste in Essen in der Klavierklasse von Prof. Till Engel, das er 2009 mit dem Konzertexamen „mit Auszeichnung“ abschloss.
2009 erschien bei der Plattenfirma WERGO sein Debütalbum, auf dem er den Variationszyklus The People United Will Never Be Defeated! des amerikanischen Komponisten Frederic Rzewski interpretierte. Das Album erhielt national und international gute Kritiken und wurde vom Magazin Fono Forum mit dem Stern des Monats ausgezeichnet. Kai Schumacher führte das Werk live u. a. 2013 bei einer Kunstaktion von Friedrich von Borries in Berlin sowie 2015 in der Bayerischen Akademie der schönen Künste auf. Im Jahr 2013 erschien sein zweites Album „Transcriptions“, auf dem er Songs aus den Genres Grunge, Heavy Metal und Indie-Rock für Soloklavier arrangierte. Mit diesem Album trat er nicht nur in klassischen Konzerthäusern, sondern auch bei Popfestivals wie dem Traumzeit-Festival auf. Im Juni 2015 veröffentlichte Kai Schumacher bei Hänssler Classic das Album „Insomnia“ mit Werken von George Gershwin, John Cage, George Crumb, Brian Belet und Bruce Stark. Das Releasekonzert fand am 22. August 2015 im Radialsystem V statt. Auf dem Album „Rausch“ (2019) finden sich zum ersten Mal ausschließlich eigene Kompositionen von Kai Schumacher – von ihm selbst auf dem teils präparierten Klavier eingespielt und unter anderem von der Klangwelt des Techno beeinflusst sind.
Von 2010 bis 2014 war Kai Schumacher Keyboarder der Folk-Pop-Band Mobilée.

## Diskografie
Alben
- The people united will never be defeated!, Solo-CD (WERGO) 2009
- Transcriptions, Solo-CD (Intuition) 2013
- Insomnia, Solo-CD, (Hänssler Classic) 2015
- Beauty in Simplicity, Solo-CD (Neue Meister (Edel)) 2017
- Rausch, Solo-CD (Neue Meister (Edel)) 2019
- Lass irre Hunde heulen, Kollaboalbum mit Gisbert zu Knyphausen (Neue Meister) 2021
- Tranceformer, Solo-CD (Neue Meister (Edel)) 2023